# Premio Louis-Delluc
Il Premio Louis-Delluc è un premio cinematografico francese assegnato annualmente dal 1937.

## Storia
Il premio è stato fondato nel 1937 da Maurice Bessy e Marcel Idzkowski in onore di Louis Delluc (1890-1924), regista e primo giornalista francese specializzato sulla critica cinematografica nonché fondatore di cine-clubs.
Dal 2000, è attribuito anche un Premio Louis-Delluc per l'opera prima.
Il premio è assegnato il secondo giovedì di dicembre di ogni anno al miglior film francese uscito nell'anno stesso. La giuria - attualmente presieduta da Gilles Jacob - è composta da una ventina di critici e personalità del cinema ed ha luogo al ristorante parigino le Fouquet's sugli Champs-Élysées. Per analogia, è spesso chiamato premio Goncourt del cinema.
Vi sono stati casi in cui il premio è stato attribuito a film non ancora usciti come nel 1979 (Le Roi et l'Oiseau, uscito nelle sale nel marzo seguente) e nel 1982 (Danton, uscito nel gennaio seguente).
I film premiati costituiscono un insieme particolarmente coerente di pellicole che uniscono esigenze artistiche e successo di pubblico. Sono state premiate, indifferentemente, opere prime (quelle di Jean-Paul Rappeneau nel 1965 o di Sandrine Veysset nel 1996) o pellicole di autori già consacrati (come Jean-Luc Godard nel 1987 o Claude Chabrol nel 2000). Tra questi, Alain Resnais è stato premiato tre volte (1966, 1993 e 1997) e Michel Deville due volte (1967 e 1988) così come Claude Sautet (1969 e 1995).

## Albo d'oro

### Premio Louis-Delluc

#### Anni 1930 - 1939
- 1937: Verso la vita (Les Bas-fonds), regia di Jean Renoir
- 1938: Il sacrificio del sangue (Le Puritain), regia di Jeff Musso
- 1939: Il porto delle nebbie (Le Quai des brumes), regia di Marcel Carné

#### Anni 1940 - 1949
- Dal 1940 al 1944 il premio non è stato assegnato.
- 1945: L'espoir, regia di André Malraux
- 1946: La bella e la bestia (La Belle et la bête), regia di Jean Cocteau
- 1947: Paris 1900, regia di Nicole Védrès
- 1948: Gli scocciatori (Les Casse-pieds), regia di Jean Dréville
- 1949: Le sedicenni (Rendez-vous de juillet), regia di Jacques Becker

#### Anni 1950 - 1959
- 1950: Il diario di un curato di campagna (Le Journal d'un curé de campagne), regia di Robert Bresson
- 1951: non assegnato.
- 1952: La tenda scarlatta (Le Rideau cramoisi), regia di Alexandre Astruc
- 1953: Le vacanze del signor Hulot (Les Vacances de M. Hulot), regia di Jacques Tati
- 1954: I diabolici (Les Diaboliques), regia di Henri-Georges Clouzot
- 1955: Grandi manovre (Les Grandes manœuvres), regia di René Clair
- 1956: Il palloncino rosso (Le ballon rouge), regia di Albert Lamorisse
- 1957: Ascensore per il patibolo (Ascenseur pour l'échafaud), regia di Louis Malle
- 1958: Moi, un noir, regia di Jean Rouch
- 1959: On n'enterre pas le dimanche, regia di Michel Drach

#### Anni 1960 - 1969
- 1960: L'inverno ti farà tornare (Une aussi longue absence), regia di Henri Colpi
- 1961: Un cuore grosso così (Un cœur gros comme ça), regia di François Reichenbach
- 1962:
  - L'immortale (L'Immortelle), regia di Alain Robbe-Grillet
  - Io e la donna (Le Soupirant), regia di Pierre Étaix
- 1963: Les Parapluies de Cherbourg, regia di Jacques Demy
- 1964: Il verde prato dell'amore (Le Bonheur), regia di Agnès Varda
- 1965: L'armata sul sofà (La Vie de château), regia di Jean-Paul Rappeneau
- 1966: La guerra è finita (La Guerre est finie), regia di Alain Resnais
- 1967: Benjamin ovvero le avventure di un adolescente (Benjamin), regia di Michel Deville
- 1968: Baci rubati (Baisers volés), regia di François Truffaut
- 1969: L'amante (Les Choses de la vie), regia di Claude Sautet

#### Anni 1970 - 1979
- 1970: Il ginocchio di Claire (Le Genou de Claire), regia di Éric Rohmer
- 1971: Rendez-vous à Bray, regia di André Delvaux
- 1972: L'Amerikano (État de siège), regia di Costa-Gavras
- 1973: L'orologiaio di Saint-Paul (L'Horloger de Saint-Paul), regia di Bertrand Tavernier
- 1974: Lo schiaffo (La gifle), regia di Claude Pinoteau
- 1975: Cugino, cugina (Cousin, cousine), regia di Jean-Charles Tacchella
- 1976: Il giudice d'assalto (Le Juge Fayard, dit «le shériff»), regia di Yves Boisset
- 1977: Gazzosa alla menta (Diabolo menthe), regia di Diane Kurys
- 1978: I soldi degli altri (L'Argent des autres), regia di Christian de Chalonge
- 1979: Le Roi et l'Oiseau, regia di Paul Grimault

#### Anni 1980 - 1989
- 1980: Un étrange voyage, regia di Alain Cavalier
- 1981: Gioco in villa (Une étrange affaire), regia di Pierre Granier-Deferre
- 1982: Danton, regia di Andrzej Wajda
- 1983: Ai nostri amori (À nos amours), regia di Maurice Pialat
- 1984: Mosse pericolose (La Diagonale du fou), regia di Richard Dembo
- 1985: L'Effrontée - Sarà perché ti amo? (L'Effrontée), regia di Claude Miller
- 1986: Rosso sangue (Mauvais Sang), regia di Leos Carax
- 1987
  - Cura la tua destra... (Soigne ta droite), regia di Jean-Luc Godard
  - Arrivederci ragazzi (Au revoir les enfants), regia di Louis Malle
- 1988: La lettrice (La Lectrice), regia di Michel Deville
- 1989: Un mondo senza pietà (Un monde sans pitié), regia di Éric Rochant

#### Anni 1990 - 1999
- 1990:
  - Le Petit Criminel, regia di Jacques Doillon
  - Il marito della parrucchiera (Le mari de la coiffeuse), regia di Patrice Leconte
- 1991: Tutte le mattine del mondo (Tous les matins du monde), regia di Alain Corneau
- 1992: Le petit prince a dit, regia di Christine Pascal
- 1993: Smoking/No Smoking (Smoking/No Smoking), regia di Alain Resnais
- 1994: L'età acerba (Les Roseaux sauvages), regia di André Téchiné
- 1995: Nelly e Mr. Arnaud (Nelly et monsieur Arnaud), regia di Claude Sautet
- 1996: Ci sarà la neve a Natale? (Y aura-t-il de la neige à Noël?), regia di Sandrine Veysset
- 1997:
  - Parole, parole, parole... (On connaît la chanson), regia di Alain Resnais
  - Marius e Jeannette (Marius et Jeannette), regia di Robert Guédiguian
- 1998: La noia (L'Ennui), regia di Cédric Kahn
- 1999: Addio terraferma (Adieu, plancher des vaches!), regia di Otar Ioseliani

#### Anni 2000 - 2009
- 2000: Grazie per la cioccolata (Merci pour le chocolat), regia di Claude Chabrol
- 2001: Intimacy - Nell'intimità (Intimacy), regia di Patrice Chéreau
- 2002: Essere e avere (Être et avoir), regia di Nicolas Philibert
- 2003:
  - La trilogia Una coppia perfetta (Un couple épatant) - Rincorsa (Cavale) - Dopo la vita (Après la vie), regia di Lucas Belvaux
  - I sentimenti (Les sentiments), regia di Noémie Lvovsky
- 2004: I re e la regina (Rois et reine), regia di Arnaud Desplechin
- 2005: Les Amants réguliers, regia di Philippe Garrel
- 2006: Lady Chatterley, regia di Pascale Ferran
- 2007: Cous cous (La Graine et le Mulet), regia di Abdellatif Kechiche
- 2008: La Vie moderne, regia di Raymond Depardon
- 2009: Il profeta (Un prophète), regia di Jacques Audiard

#### Anni 2010 - 2019
- 2010: Mystères de Lisbonne, regia di Raúl Ruiz
- 2011: Miracolo a Le Havre (Le Havre), regia di Aki Kaurismäki
- 2012: Addio mia regina (Les Adieux à la Reine), regia di Benoît Jacquot
- 2013: La vita di Adele (La Vie d'Adèle – Chapitres 1 & 2, regia di Abdellatif Kechiche
- 2014: Sils Maria (Clouds of Sils Maria), regia di Olivier Assayas
- 2015: Fatima, regia di Philippe Faucon
- 2016: Una vita (Une vie), regia di Stéphane Brizé
- 2017: Barbara (Barbara), regia di Mathieu Amalric
- 2018: Plaire, aimer et courir vite, regia di Christophe Honoré
- 2019: Jeanne, regia di Bruno Dumont

#### Anni 2020 - 2029
- 2020 - Adolescentes, regia di Sébastien Lifshitz
- 2021 - Onoda - 10.000 notti nella giungla (Onoda, 10 000 nuits dans la jungle), regia di Arthur Harari
- 2022 - Saint Omer, regia di Alice Diop
- 2023 - Le Règne animal, regia di Thomas Cailley

### Premio Louis-Delluc per l'opera prima

#### Anni 2000 - 2009
- 2000: Risorse umane (Ressources humaines), regia di Laurent Cantet
- 2001: Toutes les nuits, regia di Eugene Green
- 2002: Wesh wesh, qu'est-ce qui se passe?, regia di Rabah Ameur-Zaïmeche
- 2003: È più facile per un cammello... (Il est plus facile pour un chameau...), regia di Valeria Bruni Tedeschi
- 2004: Quand la mer monte..., regia di Yolande Moreau e Gilles Porte
- 2005: Douches froides, regia di Antony Cordier
- 2006: Le Pressentiment, regia di Jean-Pierre Darroussin
- 2007:
  - Naissance des pieuvres, regia di Céline Sciamma
  - Tout est pardonné, regia di Mia Hansen-Løve
- 2008: L'apprenti, regia di Samuel Collardey
- 2009: Qu'un seul tienne et les autres suivront, regia di Léa Fehner

#### Anni 2010 - 2019
- 2010: Belle épine, regia di Rebecca Zlotowski
- 2011: Donoma, regia di Djinn Carrenard
- 2012: Louise Wimmer, regia di Cyril Mennegun
- 2013: Vandal, regia di Hélier Cisterne
- 2014: The Fighters - Addestramento di vita (Les Combattants), regia di Thomas Cailley
- 2015: Le Grand Jeu, regia di Nicolas Pariser
- 2016: Gorge cœur ventre, regia di Maud Alpi
- 2017: Raw - Una cruda verità (Grave), regia di Julia Ducournau
- 2018: 
  - L'affido - Una storia di violenza (Jusqu'à la garde), regia di Xavier Legrand
  - Les Garçons sauvages, regia di Bertrand Mandico
- 2019: Vif-argent, regia di Stéphane Batut

#### Anni 2020 - 2029
- 2020 - Josep, regia di Aurel
- 2021 - Vers la bataille, regia di Aurélien Vernhes-Lermusiaux
- 2022 - Falcon Lake, regia di Charlotte Le Bon
- 2023 - Le Ravissement - Rapita (Le Ravissement), regia di Iris Kaltenbäck